# Santo Irineu em Centocelle (título cardinalício)
Santo Irineu em Centocelle é um título presbiterial instituído em  14 de fevereiro de 2015 pelo Papa Francisco.
Sua Igreja protegida é a Sant'Ireneo a Centocelle, no quartiere Prenestino-Centocelle.

## Titulares protetores
- Charles Maung Bo (desde 2015)